# Water Lilly
Pour les articles homonymes, voir Lilly.
Water Lilly est une artiste suisse de musique électronique mixant principalement de l'electroclash. 

## Discographie

### Albums
- Sputnika (2005), Mental Groove
- Passage Secret (2009), Mental Groove
- Gosshammer (2011), Mental Groove

### Singles et EP
- Let Me Be Your Fan (2001), Mental Groove
- Sweet Aberration (2002), Mental Groove
- Sensory Stretcher (2003), Mental Groove
- Frenzy Flux (2004), Lasergun
- DissiDance EP (2006), Lasergun
- The Sleepwalker (2007), Mental Groove
- Invisible Ink (2007), Mental Groove

### Remixes
- Die Raketen – I Like Plastique (Water Lilly Remix), 2004
- Miguelle – Drug Me (Water Lilly Remix), 2004
- Stephan Eicher – Two People In A Room (Water Lilly Remix), 2005
- Snax – Hat Trick (Water Lilly Remix), 2005
- Trisomie 21 – She Died For Love (Twin Peaks Remix), 2006
- Sinner DC – Lady March, 2007
- Toureau – End of the world, 2010

### Films B.O.
- Une aventure Xavier Giannoli – avec Nicolas Duvauchelle, Ludivine Sagnier, 2004
- Quand j'étais chanteur Xavier Giannoli – avec Gérard Depardieu, Cécile de France, 2006